# Аши
Аши (фр. Achy) насеље је и општина у североисточној Француској у региону Пикардија, у департману Оаза која припада префектури Бове.
По подацима из 2011. године у општини је живело 364 становника, а густина насељености је износила 28,66 становника/km². Општина се простире на површини од 12,7 km². Налази се на средњој надморској висини од 108 метара (максималној 187 m, а минималној 91 m).

## Демографија
| 1962. | 1968. | 1975. | 1982. | 1990. | 1999. | 2011. |
| ----- | ----- | ----- | ----- | ----- | ----- | ----- |
| 211   | 235   | 251   | 266   | 319   | 288   | 364   |

График промене броја становника у току последњих година